# أكيرا سكومة
أكيرا سكومة (باليابانية: さくまあきら) هو مؤلف لعب ‏ ياباني، ولد في 29 يوليو 1952 في طوكيو في اليابان.